# 15567 Giacomelli
15567 Giacomelli è un asteroide della fascia principale. Scoperto nel 2000, presenta un'orbita caratterizzata da un semiasse maggiore pari a 2,9677064 UA e da un'eccentricità di 0,0395028, inclinata di 0,60397° rispetto all'eclittica.